# Президентські вибори в Хорватії 2009—2010
Перший тур Президентських виборів 2009/2010 у Хорватії відбувся 27 грудня 2009 року, другий тур — 10 січня 2010. В результаті виборів перемогу здобув кандидат від опозиційної Соціал-демократичної партії Іво Йосипович. У першому турі голосування він набрав найбільшу кількість голосів — 32,42%, якої втім недостатньо для перемоги у виборах. У другому турі, до якого вийшли двоє переможців першого туру, Йосипович переміг свого суперника самовисуванця Мілана Бандича, набравши 60,26%.
Чинний на той час президент країни Степан Месич не мав права балотуватися на третій термін.

## Список кандидатів
В першому турі стартували 12 кандидатів:
- Андрія Хебранґ (Хорватська демократична співдружність)
- Іво Йосипович (Соціал-демократична партія Хорватії)
- Мілан Бандич (самовисунення)
- Весна Пусич (Хорватська народна партія — ліберал-демократи)
- Драган Приморац (самовисунення)
- Надан Відошевич (самовисунення)
- Мирослав Туджман (самовисунення)
- Весна Шкаре Ожболт (самовисунення)
- Дамір Каїн (Демократична рада Істри)
- Борис Мікшич (самовисунення)
- Йосип Юрчевич (самовисунення)
- Славко Вукшич (ДПСР)

## Перший тур (підсумки)

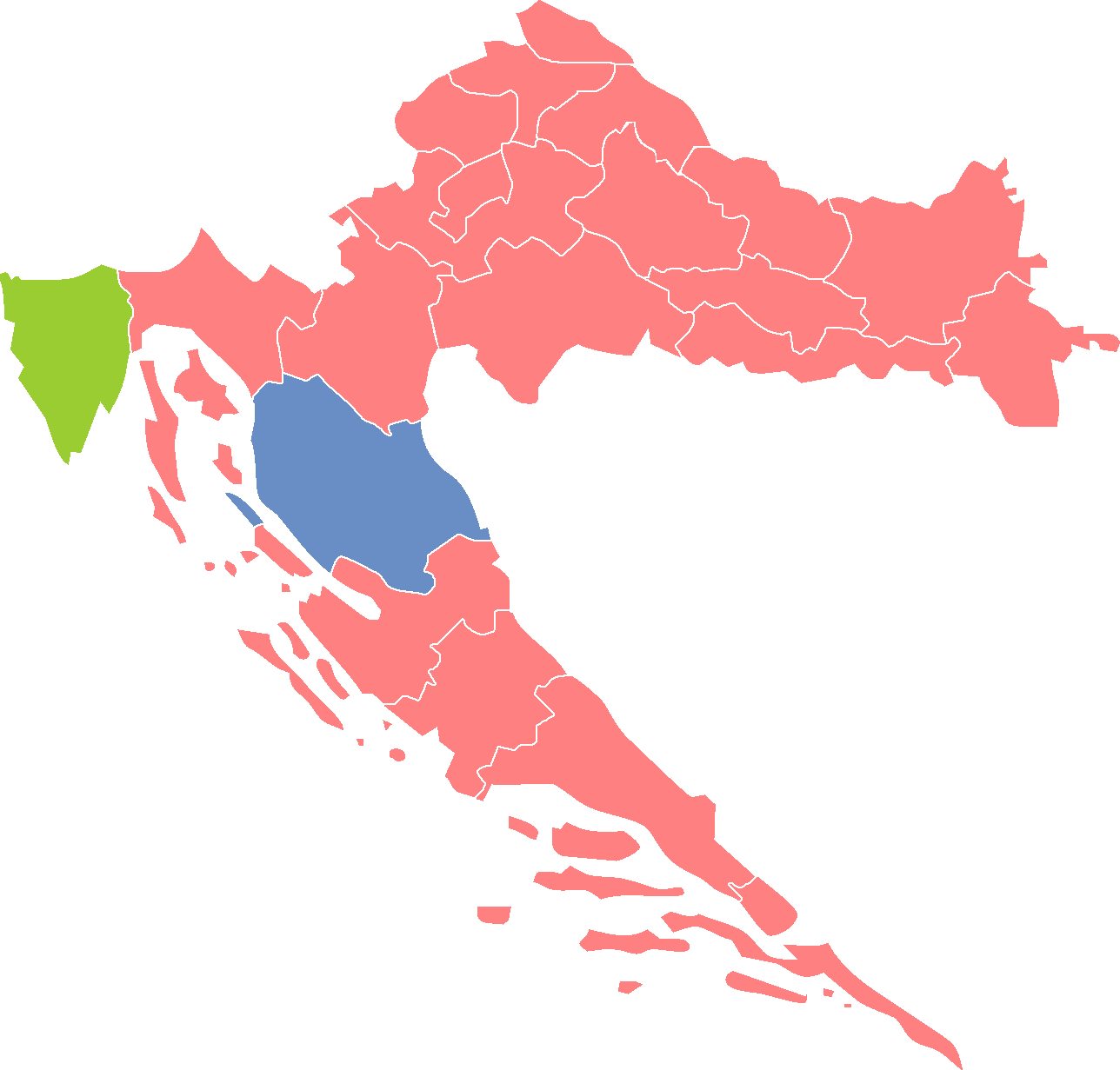
Результати першого туру в усіх округах: кандидати, які здобули більшість у конкретних округах:
Йосипович
Хебранґ
Каїн

За підсумками першого туру переміг соціал-демократ Іво Йосипович, який набрав 32,42% голосів виборців. На другому місці — міський голова Заґреба Мілан Бандич із підтримкою у 14,83% голосів. Більше 10-ти відсотків голосів також набрали Андрія Хебранґ (12,04%) та Недан Відошевич (11,33%). Явка виборців склала 43,96%. Йосипович та Бандич пройшли до другого туру, який відбувся 10 січня 2010 року.
| Кандидат - Політична партія | Кандидат - Політична партія         | Кількість голосів  | %      |
| --------------------------- | ----------------------------------- | ------------------ | ------ |
|                             | Іво Йосипович (СДП)                 | 640 594            | 32,42% |
|                             | Мілан Бандич (самовисунення)        | 293 068            | 14,83% |
|                             | Андрія Хебранґ (ХДС)                | 237 998            | 12,04% |
|                             | Надан Відошевич (самовисунення)     | 223 892            | 11,33% |
|                             | Весна Пусич (ХНП)                   | 143 190            | 7,25%  |
|                             | Драган Приморац (самовисунення)     | 117 154            | 5,93%  |
|                             | Мирослав Туджман (самовисунення)    | 80 784             | 4,09%  |
|                             | Дамір Каїн (ДАІ)                    | 76 411             | 3,87%  |
|                             | Йосип Юрчевич (самовисунення)       | 54 177             | 2,74%  |
|                             | Борис Мікшич (самовисунення)        | 41 491             | 2,10%  |
|                             | Весна Шкаре-Ожбольт (самовисунення) | 37 373             | 1,89%  |
|                             | Славко Вукшич (самовисунення)       | 8 309              | 0,42%  |
| Не визначились              | Не визначились                      | 20,890             | -      |
| Разом                       | Разом                               | 1,954,441 (43,96%) | 100%   |
| Джерело:                    |                                     |                    |        |

## Другий тур (підсумки)

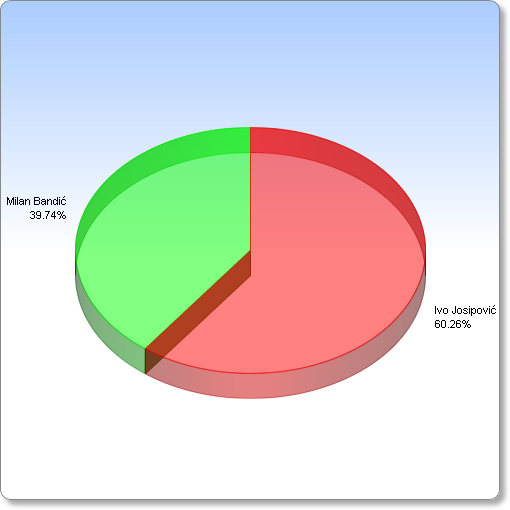
Результати другого туру

В другому турі 10 січня 2010 року перемогу здобув соціал-демократ Іво Йосипович, якого підтримали 60,26% виборців.
| Кандидат - Політична партія | Кандидат - Політична партія  | Кількість голосів  | %      |
| --------------------------- | ---------------------------- | ------------------ | ------ |
|                             | Іво Йосипович (СДП)          | 1 339 385          | 60,26% |
|                             | Мілан Бандич (самовисунення) | 883 222            | 39,74% |
| Не визначились              | Не визначились               | 30 547             | -      |
| Разом                       | Разом                        | 2,253,570 (50,13%) | 100%   |
| Джерело:                    |                              |                    |        |